# Front démocratique thiésois
Le Front démocratique thiésois était un parti politique sénégalais local créé à Thiès.
Par la suite, il a fusionné avec le Bloc populaire sénégalais.